# جان شارل دي بوردا
جان شارل دي بوردا (بالفرنسية: Jean-Charles, chevalier de Borda)‏ ـ (4 مايو 1733 ـ 19 فبراير 1799) هو رياضياتي وفيزيائي وباحث سياسي وبحّار فرنسي.

## تكريمه
- حملت خمس سفن حربية فرنسية اسم «بوردا» تكريمًا لاسمه
- أطلق اسمه على أحد فوهات القمر الصدمية
- أطلق اسمه على الكويكب 175726
- نقش اسمه على برج إيفل
- سمي باسمه «رأس بوردا» على الساحل الشمالي الغربي لجزيرة كانغارو جنوب أستراليا
- قبل أن تسمى جزيرة كانغارو بهذا الاسم، كان اسمها القديم ـ الذي أطلقه عليها المستكشف الفرنسي نيكولا بودان ـ هو «جزيرة بوردا»

## روابط خارجية
- جان شارل دي بوردا على موقع الموسوعة البريطانية (الإنجليزية)